# Friedrich Ritter
Friedrich Ritter (9 de mayo de 1898 - 9 de abril de 1989) fue un botánico y geólogo alemán.
Fue un especialista en Cactaceae, que investigó, recolectó y nombró muchas especies de cactus.
Estudia en la Universidad de Marburgo Biología, Geología y Paleontología. Egresa en 1920, y expediciona a México, recolectando y estudiando la flora de cactáceas.
En 1930 recorre Perú, Bolivia, Argentina, Chile. De 1972 a 1979 explora Paraguay. Y a fines de ese año retorna a Alemania.

## Obra
- Die von Curt Backeberg en "Descriptiones Cactacearum Novarum", veröffentlichen Diagnosen "neuer" peruanischer Kakteen nebst grundsätzlicher Erörterungen über taxonomische und nomenklatorische Fragen. 1958
- 40 Jahre Abenteuerleben und die wilde Weisheit. 1977, Friedrich Ritter Selbstverlag
- Kakteen in Südamerika. 4 vols. 1979-1981, Friedrich Ritter Selbstverlag

## Honores

### Eponimia
Género
- Ritterocereus

EspeciesAztekium ritteri, Espostoa ritteri, Lobivia ritteri, Parodia ritteri
- La abreviatura «F.Ritter» se emplea para indicar a Friedrich Ritter como autoridad en la descripción y clasificación científica de los vegetales.[1]

## Fuente
Traducción de los Arts. en lengua inglesa y alemana de Wikipedia.